# 叶一茜
叶一茜（1984年9月3日—），本名叶茜，女，汉族，福建政和人，中国歌手、演員、主持人。2004年畢業於北京电影学院表演系大专班，2010年就读于北京电影学院研究所碩士課程。2005年参加湖南卫视主办的《2005年超级女声》获得杭州赛区亚军、全国第七名。2006年发行首张个人专辑《爱情十二元素》，2007年和退役国家跳水队奥运冠军田亮结婚。

## 生平
1984年，出生于福建省南平市政和县。
2001年，考入北京电影学院表演系大专班。
2002年，获得东南卫视《超级模仿秀》模仿叶倩文获得“超级明星脸”称号。
2004年，出演电视剧《神雕侠侣》一小角色。
2005年，获得湖南卫视《2005年超级女声》杭州赛区亚军、全国第七名，从而走红，踏入演艺圈。
2006年，发行首张个人专辑《爱情十二元素》。
2007年11月29日，和退役国家跳水队奥运冠军田亮结婚，在西安市举办婚礼。
2008年4月15日，诞下女儿田欣仪（又名田雨橙，英文名Cindy）。
2009年，主持电视节目《音乐集结号》《音乐现场》《综艺奇兵》等。
2010年，发行全家浪漫单曲《baby,我爱你》，女儿、丈夫一起出镜参演MV，女儿在歌曲中首次献声。
2011年，主持电视节目《生活魔法师》《美丽俏佳人》等。
2012年，在香港产下一男婴，其子获得香港籍，对于是否“超生”产生社会争议。
2013年，签约新公司东方风行，因为女儿和丈夫田亮参加湖南卫视《爸爸去哪儿》而再次回归大众视线。
2014年，携手丈夫参加旅游卫视大型明星国外旅行真人秀节目《鲁豫的礼物》。
2015年1月8日，发行出道十年的第二张个人专辑《一瞥时光》，并和丈夫一起参加浙江卫视明星真人秀栏目《一路上有你》。 以踢館明星身分參加江蘇衛視《星廚駕到》第二季。

## 音乐作品

### 专辑/EP
| 专辑数量 | 专辑名称         | 专辑类型 | 发行公司 | 发行日期     | 专辑曲目 |
| -------- | ---------------- | -------- | -------- | ------------ | --- |
| 第一张   | 《爱情十二元素》 | 专辑     | 京文唱片 | 2006-04-28   | 曲目 1. 一起唱【MV】 2. 爱情十二元素【MV】 3. 我要你 4. 让我爱你（電影《血戰到底》主題曲） 5. 阳台外的天空【MV】 6. 青春（話劇《青春萬歲》主題歌） 7. 永恒 8. 知道不知道 9. 彩云追月 |
| 第二张   | 《一撇·时光》    | EP       | 东方风行 | 2015年1月8日 | 曲目 1. 一撇落花【MV】 2. 特别的时光【MV】 3. 最初的爱【MV】 |

### 单曲
未收录在其专辑里的单曲
| 發行日期   | 歌曲名稱                                               | 所屬專輯、备注                   |
| ---------- | ------------------------------------------------------ | -------------------------------- |
| 2007年4月  | 《怀念不如相见》                                       |                                  |
| 2007年11月 | 《蓝色爱人》（VS俞灏明）                               | 歌舞史诗剧《蔚蓝船说》主题曲     |
| 2008年6月  | 《主角就是你》（VS吴文璟）                             | 网络歌唱选秀《超级Y客》主题曲    |
| 2010年8月  | 《Baby 我爱你》                                        |                                  |
| 2010年8月  | 《风吹麦浪》                                           |                                  |
| 2011年4月  | 《想你的笑》（VS田亮）                                 |                                  |
| 2013年4月  | 《阳光路牌》                                           |                                  |
| 2014年1月  | 《宝贝去哪儿》                                         | 电影《爸爸去哪儿》主题曲         |
| 2015年1月  | 《一路上有爱》（VS田亮、何洁、赫子铭、张智霖、袁咏仪） | 浙江卫视《一路上有你》节目主题曲 |

## 影视作品

### 电视剧
| 首播年份 | 剧名               | 角色           | 备注     |
| 2005     | 《神雕侠侣》       | 西山一窟鬼之一 | 客串     |
| 2006     | 《小城往事》       | 董素           |          |
| 2013     | 《极品女士第二季》 | 客串           | 网剧     |
| 2014     | 《骄阳似我》       | 芊芊           | 田亮作品 |

### 电影
| 上映年份 | 电影名         | 角色 | 备注 |
| 2010     | 《绑架冰激凌》 | 娜娜 |      |

### 主持节目
- 2012年11月 旅游卫视《美丽俏佳人》
- 2011年3月 光线传媒《生活魔法师》
- 2010年8月 宁夏卫视《时尚星达人》
- 2009年12月 云南卫视《音乐集结号》
- 2009年8月6日 云南卫视《音乐现场》
- 2009年5月29日 湖北卫视《音乐集结号
- 2007年7月29日 湖北卫视《综艺奇兵》

## 个人著书
- 《钓到一条幸福鱼》（2010年8月出版 江苏人民出版社） ISBN 978-7-214-06311-3